# تایرون بری
تایرون بری (انگلیسی: Tyrone Berry؛ زادهٔ ۲۰ فوریهٔ ۱۹۸۷) بازیکن فوتبال اهل بریتانیا است.

## پیشینه‌
از باشگاه‌هایی که در آن بازی کرده‌است می‌توان به باشگاه فوتبال هیز و یدینگ یونایتد، باشگاه فوتبال کریستال پالاس، باشگاه فوتبال یورک سیتی، باشگاه فوتبال کراولی تاون، باشگاه فوتبال لوس، باشگاه فوتبال گیلینگام، باشگاه فوتبال برجس هیل تاون، باشگاه فوتبال توتینگ اند میتچام یونایتد، باشگاه فوتبال استیونج، باشگاه فوتبال اشفورد تاون، باشگاه فوتبال کرای واندررز، باشگاه فوتبال ایست‌بورن تاون، باشگاه فوتبال فارن‌بورو، باشگاه فوتبال کینگستونیان، باشگاه فوتبال فارست گرین راورز، باشگاه فوتبال نوتس کانتی و باشگاه فوتبال گرایس اتلتیک اشاره کرد.